# Neurotensinrezeptor

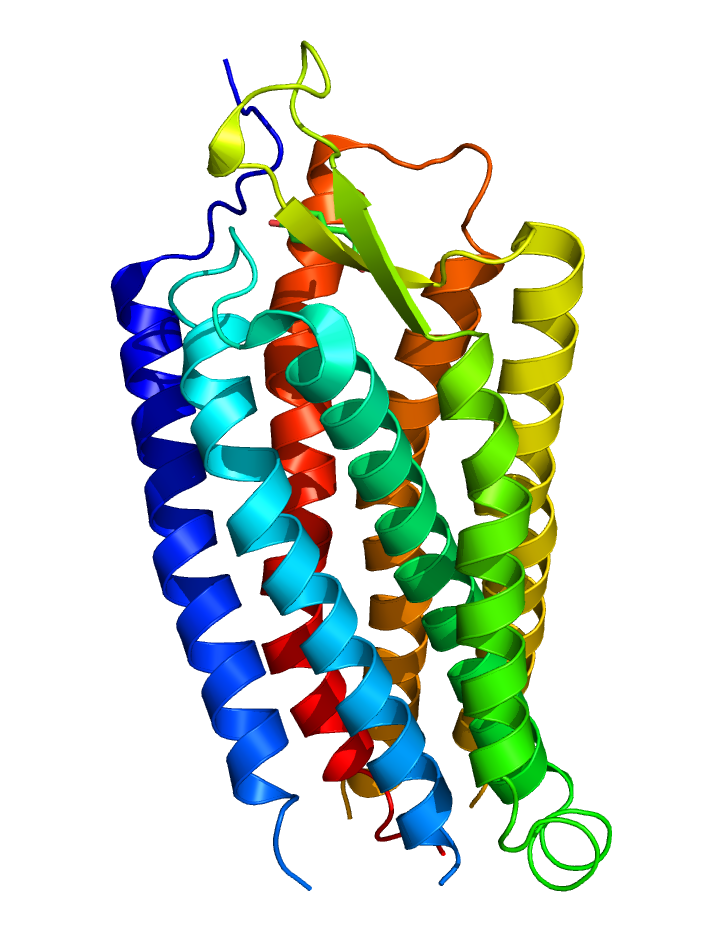
3D-Strukturmodell des NTS_{1}-Rezeptors basierend auf Röntgenkristallstrukturanalysedaten nach

Neurotensinrezeptoren (kurz NTS-Rezeptoren) sind Proteine, an die das Neuropeptid Neurotensin zwecks Signalweiterleitung bindet. Zu den Neurotensinrezeptoren zählen der NTS1- und der NTS2-Rezeptor sowie Sortilin 1 (NTS3-Rezeptor). Sie stellen eine strukturell heterogene Proteinfamilie dar. Während der NTS1- und der NTS2-Rezeptor zu den G-Protein-gekoppelten Rezeptoren gehören, ist Sortilin 1 ein Vps10p-Domänenrezeptor. Die Neurotensinrezeptoren sind an der regulatorischen Wirkung des Neurotensins an der Hormonfreisetzung, der Regulation des dopaminergen Systems und der Magen-Darm-Tätigkeit beteiligt.
|                    | NTS1 | NTS2                                   | Sortilin 1       |
| ------------------ | --- | -------------------------------------- | ---------------- |
| Genetik            | |                                        |                  |
| Gen-Name           | NTSR1 | NTSR2                                  | SORT1            |
| Genlocus           | 20q13 | 2p25.1                                 | 1p21.3-p13.1     |
| Protein            | |                                        |                  |
| UniProt-Bez.       | P30989 | O95665                                 | Q99523           |
| Struktur           | 7TM | 7TM                                    | Vps10p           |
| Länge              | 418 Aminosäuren | 410 Aminosäuren                        | 831 Aminosäuren  |
| Pharmakologie      | |                                        |                  |
| Signaltransduktion | Gq >> Gs,Gi/o | diverse                                |                  |
| Funktion           | Regulation der Freisetzung von Prolactin und Luteinisierendes Hormon Regulation des Dopamin-Systems Kontraktion glatter Muskulatur Analgesie Hypothermie | Analgesie                              | Internalisierung |
| Agonisten          | Neurotensin Neuromedin N | Neurotensin β-Lactotensin Levocabastin | Neurotensin      |
| Antagonisten       | SR-48692 | Neurotensin Levocabastin               |                  |